# زاوية سيدي عبد الجليل (مطماطة)
زاوية سيدي عبد الجليل هي إحدى مشيخات المملكة المغربية، تتبع جغرافيا لإقليم تازة وإداريًا لمطماطة. يقدر عدد سكانها بـ 3458 نسمة حسب الإحصاء الرسمي للسكان والسكنى لسنة 2004.